# Chemie Volley Mitteldeutschland 2015-2016
Questa voce raccoglie le informazioni riguardanti il Chemie Volley Mitteldeutschland nelle competizioni ufficiali della stagione 2015-2016.

## Organigramma societario
Area direttiva
- Presidente: Peter Kurzawa

Area tecnica
- Allenatore: Ulf Quell
- Allenatore in seconda: Mircea Dudas
- Scout man: Christian Laux

Area sanitaria
- Medico: Florian Gaul, Christian Meinel, Frank Soldmann
- Fisioterapista: Mandy Anders

## Rosa
| N° | Nome                | Ruolo | Data di nascita   | Nazionalità sportiva |
| -- | ------------------- | ----- | ----------------- | -------------------- |
| 1  | Marcin Brzeziński   | S/O   | 1º luglio 1991    | Polonia              |
| 2  | Bartosz Sufa        | L     | 11 agosto 1987    | Polonia              |
| 4  | Matthew Leske       | C     | 17 maggio 1991    | Stati Uniti          |
| 5  | Ramon Martinez Gion | S     | 12 settembre 1990 | Paesi Bassi          |
| 6  | Maciej Polański     | C     | 18 dicembre 1993  | Polonia              |
| 7  | Ugo Buzzelli        | P     | 7 maggio 1994     | Italia               |
| 8  | Nenad Šormaz        | S     | 19 marzo 1992     | Bosnia ed Erzegovina |
| 10 | Timo Schlag         | S     | 4 agosto 1995     | Germania             |
| 11 | Jarosław Lech       | S/O   | 29 luglio 1984    | Polonia              |
| 12 | Janusz Górski       | S     | 2 aprile 1992     | Polonia              |
| 13 | Łukasz Szablewski   | P     | 5 ottobre 1988    | Polonia              |
| 18 | Artur Augustýn      | C     | 6 gennaio 1983    | Polonia              |